# Escuelas Públicas de Ann Arbor

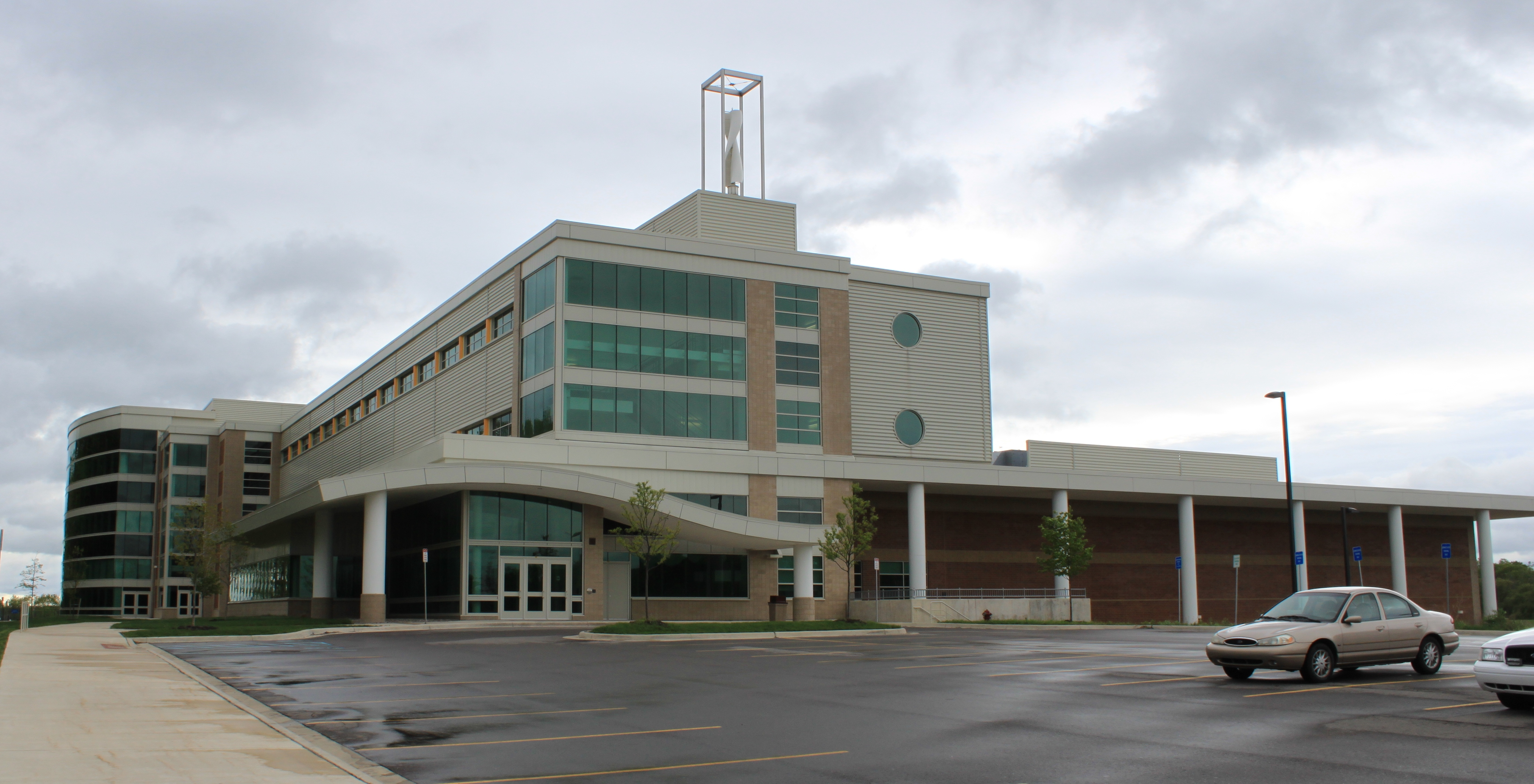
Skyline High School.

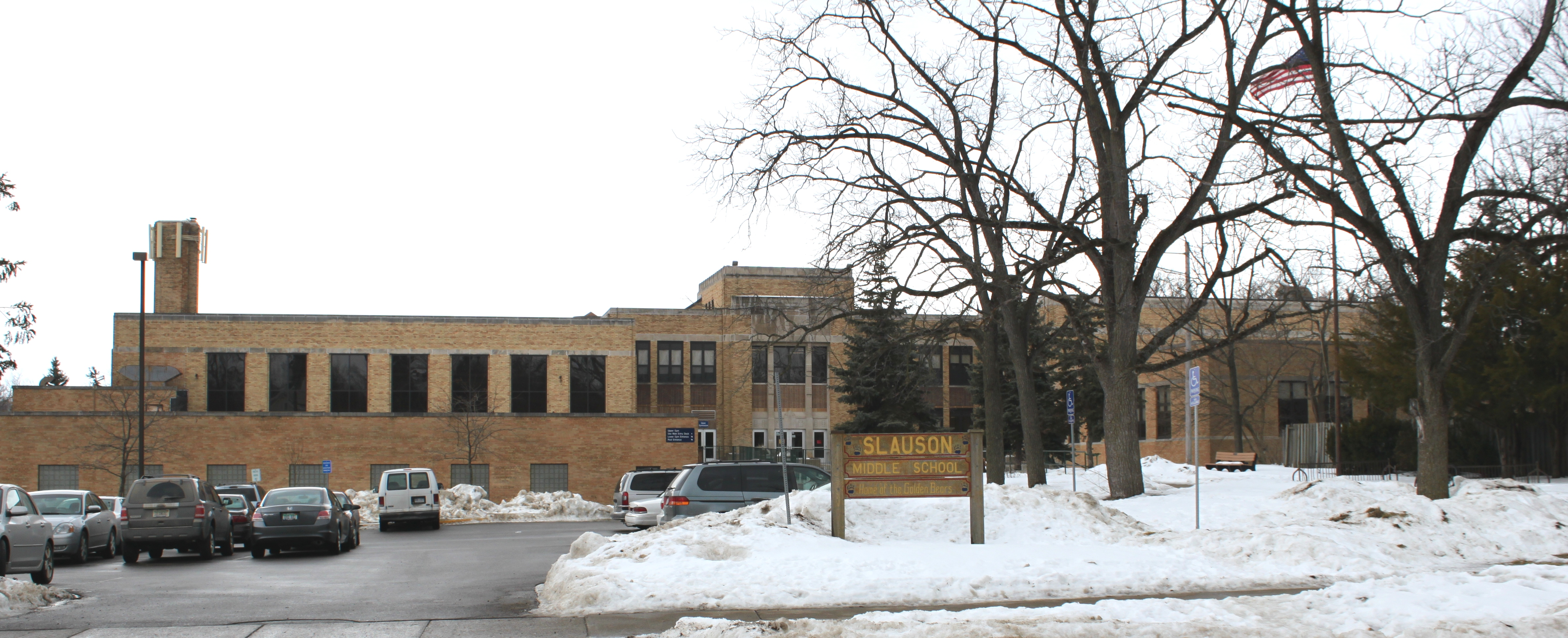
Slauson Middle School.

Las Escuelas Públicas de Ann Arbor (Ann Arbor Public Schools, AAPS) es un distrito escolar de Míchigan (Estados Unidos). Tiene su sede en la localidad homónima.
La autoridad del distrito gestiona 32 escuelas y una academia en línea, con 2 500 empleados y 16 815 estudiantes. Tiene una superficie de 125 millas cuadradas. Sirve Ann Arbor y partes de ocho municipios.

## Historia
El distrito se estableció en 1905. La University High School, una  "escuela modelo" con profesorado de la escuela normal de la Universidad de Míchigan, fue parte del sistema escoalr de 1924 a 1968.

## Escuelas preparatorias (high schools)

### Barrio
- Huron High School
- Pioneer High School
- Skyline High School

### Alternativas
- Ann Arbor Technological High School
- Community High School
- Roberto Clemente Student Development Center